# Widget (serial animowany)
Widget (ang. Widget the World Watcher) – amerykański serial animowany wyprodukowany przez Zodiac Entertainment w latach 1990–1992. Twórcą serialu jest Peter Keefe.
Widget to serial proekologiczny zalecany do oglądania dla dzieci przez National Education Association. Propagowanie ochrony środowiska można znaleźć także w takich serialach animowanych jak:  Kapitan Planeta i planetarianie oraz Ekoludki i Śmiecioroby.
Serial cieszył się dużą popularnością w latach 90. Na jego podstawie powstały dwie gry video: Widget (1992) i Super Widget (1993), obie wydane przez Atlus. Wyprodukowano także serię figurek przedstawiających bohaterów serialu.

## Opis fabuły
Tytułowy bohater jest małym, fioletowym kosmitą pochodzącym z Fioletowej Planety w Mgławicy Końskiego Łba, na której żyje idealne społeczeństwo w szeroko pojętym znaczeniu tego słowa. Jej władcami są dwaj Mędrcy. Ci wysyłają na inne światy Obserwatorów. Funkcjonariuszy, którzy kierowani czystym altruizmem pomagają chronić środowisko naturalne. Widget trafia na Ziemię przez własną nieuwagę na statku wyglądającym jak meteoryt. Posiada zdolność zmiany kształtu i przeobrażania się w dowolne zwierzę ziemskie i pozaziemskie. Ale nie może zmienić się w człowieka. Gdy jest taka potrzeba, zakłada dziecięce ubranie. Towarzyszy mu Megamózg. To mieszkająca w zegarku latająca istota, która nie posiada ciała prócz głowy i dłoni. Choć między nimi jest przestrzeń, pociągnięcie go za dłoń, pociąga także głowę. Ma przeźroczystą mózgoczaszkę przez którą widać mózg. Megamózg jest przyjacielem, trochę niezdarnym geniuszem i „złotą rączką”. Pomaga Widgetowi w rozwiązywaniu problemów. Zaprzyjaźniają się z trójką rodzeństwa – Kevinem, Brianem i rzadko występującą Kristine. Wrogami są wszyscy którzy umyślnie lub skutkiem ubocznym swojej działalności niszczą przyrodę lub krzywdzą zwierzęta. Sporadycznie, Widget neutralizuje zagrażających zabytkom kultury. Niszczącymi lub kradnącymi są zarówno Ziemianie jak i istoty pozaziemskie. Niektóre odcinki wcale nie rozgrywają się na Ziemi. Ale nawet wtedy opisane w nich problemy są bardzo zbliżone do problemów Ziemian.

## Postacie
- Widget (głos Russi Taylor) – fioletowy kosmita, główny bohater.
- Mega Mózg (ang. Mega Brain) (głos Jim Cummings) – asystent Widgeta.
- Kwaterka (ang. Half-Pint) – niebieski kuzyn Widgeta.
- Kevin (głos Dana Hill) – starszy brat Briana i przyjaciel Widgeta.
- Brian (głos Kath Soucie) – młodszy brat Kevina i przyjaciel Widgeta.
- Kristine (głos Kath Soucie) – starsza siostra Kevina i Briana.
- Flejtuch (ang. Ratchet) (głos Tress MacNeille) – zły bliźniak Widgeta.
- Dr Dante (głos Jim Cummings)
- Mega Drań (ang. Mega Slank) (głos Pat Fraley)

## Obsada (głosy)
- Jim Cummings – Mega Mózg (Mega Brain), Dr. Dante, Elder #1
- Dana Hill – Kevin
- Kath Soucie – Brian, Kristine
- Russi Taylor – Widget
- Townsend Coleman
- Peter Cullen – Bob kłusownik, Rooney Kangur
- Pat Fraley – Mega Drań (Mega Slank)
- Tress MacNeille – Ratchet, Elder #2

## Lista odcinków
| Nr  | Tytuł angielski                                | Tytuł polski                                                                                   |
| --- | ---------------------------------------------- | ---------------------------------------------------------------------------------------------- |
| 01. | Widget's Great Whale Adventure                 | Przygoda z wielorybami / Wielka przygoda z wielorybami / Wielka przygoda Widgeta z wielorybami |
| 02. | Gorilla My Dreams                              | Wymarzony goryl                                                                                |
| 03. | Kona, the Captive Whale                        | Kona, wieloryb urodzony w niewoli                                                              |
| 04. | Widget of the Jungle                           | Widget z dżungli                                                                               |
| 05. | Widget's Walkabout                             |                                                                                                |
| 06. | Amazon Adventure                               | Amazońska przygoda                                                                             |
| 07. | Mediterranean Adventure                        | Przygoda śródziemnomorska                                                                      |
| 08. | Slime Sleuths                                  |                                                                                                |
| 09. | Rock 'n' Roll Widget                           |                                                                                                |
| 10. | Teacher's Pets                                 | Profesor Widget                                                                                |
| 11. | The Carnival Kids                              |                                                                                                |
| 12. | Mega-Slank from Titanium                       |                                                                                                |
| 13. | That's the Spirit                              |                                                                                                |
| 14. | Two Times Widget Equals Trouble                | Dwa razy Widget, czyli kłopoty                                                                 |
| 15. | You Talkin' to Me?                             | Do mnie mówisz?                                                                                |
| 16. | Sort It Out                                    | Sortowanie                                                                                     |
| 17. | Watcher's Warning                              |                                                                                                |
| 18. | The Great Brain Robbery                        |                                                                                                |
| 19. | The Greatest Show in the Galaxy                | Najwspanialszy spektakl w galaktyce                                                            |
| 20. | Bonkrz                                         |                                                                                                |
| 21. | Glacier Grabber                                | Cudowne lustra                                                                                 |
| 22. | Where's the Beef?                              |                                                                                                |
| 23. | Micronauts                                     |                                                                                                |
| 24. | Watcher from Wayback                           |                                                                                                |
| 25. | Betty and the Beasts                           |                                                                                                |
| 26. | Maller Crawlers                                | Więźniowie centrum handlowego                                                                  |
| 27. | Never Cry Wolf                                 | O wilczku, który nigdy nie płakał                                                              |
| 28. | All Day Suckers                                |                                                                                                |
| 29. | Fifty Foot Ants                                |                                                                                                |
| 30. | Half-Pint                                      |                                                                                                |
| 31. | Air For Sale                                   |                                                                                                |
| 32. | Intergalactic Garage Sale                      | Międzygalaktyczna wyprzedaż                                                                    |
| 33. | The Great Brain Drain                          | Wielki drenaż mózgów                                                                           |
| 34. | Dr. Mega-Slank's Pet Palace                    | Dr M. Drań i jego zwierzęta                                                                    |
| 35. | Murtle & Zurtle, the Galapagos Turtles         |                                                                                                |
| 36. | Ratchet Hood                                   |                                                                                                |
| 37. | Crazy 8                                        | Szalony bzik                                                                                   |
| 38. | Half-Pint's Ransom                             | Szkrab zakładnikiem                                                                            |
| 39. | Whatsit to You?                                | A tobie co do tego                                                                             |
| 40. | Widget and the Sqizzlebonk                     | Widget i Piszczysmak                                                                           |
| 41. | Chaos in Kali-Ko                               | Chaos w Cali-Coo                                                                               |
| 42. | Head Games                                     | Mądre głowy                                                                                    |
| 43. | Mac Bluff                                      |                                                                                                |
| 44. | Great Barrier Thief                            | Wielki koralowy rabuś                                                                          |
| 45. | The Brain Who Would Be King                    | Mózg, który mógł zostać królem                                                                 |
| 46. | The Uncontrollable Urg                         | Nieokiełznany Urg                                                                              |
| 47. | Intergalactic Grudge Match                     | Międzygalaktyczne współzawodnictwo                                                             |
| 48. | Teeny, Weeny, Widget                           | Tyci, tyciuteńki Widget                                                                        |
| 49. | Scraboolee Jubilee                             | Uroczystość urodzinowa                                                                         |
| 50. | Culture Crooks                                 | Rabusie dzieł sztuki                                                                           |
| 51. | The Library Card                               | Karta biblioteczna                                                                             |
| 52. | Bonkula                                        | Wampir znów atakuje                                                                            |
| 53. | Ratchetland                                    | W krainie flejtucha / Kraina Flejtucha                                                         |
| 54. | Rose Colored Glasses                           | Różowe okulary                                                                                 |
| 55. | Crashing Planets                               | Spadające komety                                                                               |
| 56. | Robo-Zonk                                      |                                                                                                |
| 57. | Ghost of a Chance                              | Duchy                                                                                          |
| 58. | Rock Around the Cosmos                         | Ratujmy galaktykę                                                                              |
| 59. | The Wishing Stone                              | Kamień życzeń                                                                                  |
| 60. | Time Trippers                                  | Podróż w czasie                                                                                |
| 61. | Bungle of the Jungle                           | Bałagan w dżungli                                                                              |
| 62. | Visit to a Machine Planet                      | Podróż na Planetę Maszyn                                                                       |
| 63. | Awesome African Adventure                      | Zadziwiająca afrykańska przygoda                                                               |
| 64. | Beast Side Story                               | Lokalne spory                                                                                  |
| 65. | Mother Slank's Intergalactic Vacation Paradise | Wakacyjny raj                                                                                  |

## Wersja polska
W Polsce serial był emitowany przez Telewizję Polską. Pierwsza seria emitowana była na kanale TVP 1 w Kinie wakacyjnym na przełomie lipca i sierpnia 1993 roku, następnie serial był emitowany na kanale TVP 2 w 1995, później powtarzany w latach 1997-1998 na kanale TVP Polonia. Istnieją dwie wersje dubbingowe oraz jedna wersja lektorska. Serial został wydany na kasetach VHS.

### Dubbing
Z niewyjaśnionych powodów w krótkim odstępie czasu powstały dwie wersje polskiego dubbingu. W trakcie emisji serialu zdarzało się, iż odcinki obu emitowano na zmianę w nieregularnych odstępach czasu.

#### Wersja z 1993 roku
W wersji polskiej udział wzięli:
- Paweł Siedlik – Widget
- Monika Dąbrowska – Brian
- Małgorzata Jakubowska – Kevin
- Mariusz Pilawski – Megamózg
- Barbara Olszańska – Betty
- Jarosław Pilarski – 
  - Król,
  - Bob
- Katarzyna Pawlak – Staszek
- Danuta Rynkiewicz – Kristine
- Bogusława Pawelec – Królowa

oraz:
- Bogusław Suszka
- Dariusz Wiktorowicz
- Janusz German
- Anna Bojarska
- Stanisław Jaskółka
- Mariusz Siudziński

i inni
- Realizacja: STUDIO OPRACOWAŃ DŹWIĘKOWYCH W ŁODZI
- Reżyseria: Mariusz Pilawski
- Opieka artystyczna: Czesław Staszewski
- Dialogi: Elżbieta Włodarczyk
- Dźwięk: Marek Dubowski
- Montaż: Teresa Ozga
- Kierownik produkcji: Zdzisława Kowalewska
- Tekst piosenki: Waldemar Polański
- Lektor: Mariusz Siudziński

#### Wersja z 1995 roku
Wersja polska: EUROCOM

Reżyseria: Ewa Złotowska

Dialogi polskie: Maria Etienne

Dźwięk i montaż: Sławomir Czwórnóg i Maciej Kręciejewski

Kierownictwo produkcji: Marzena Omen-Wiśniewska

W wersji polskiej udział wzięli:
- Joanna Wizmur – Widget
- Ryszard Nawrocki – Megamózg
- Jonasz Tołopiło – Brian
- Jacek Wolszczak – Kevin
- Jacek Bursztynowicz - szeryf w książce o Robin Hoodzie (odc. 51.).

oraz:
- Wojciech Machnicki
- Jacek Jarosz
- Ewa Kania
- Dorota Lanton
- Iwona Rulewicz
- Włodzimierz Press
- Cezary Kwieciński
- Mirosław Wieprzewski
- Krystyna Kozanecka
- Jarosław Boberek
- Roman Szafrański
- Ewa Wawrzoń
- Eugeniusz Robaczewski

i inni
- Tekst piosenki: Waldemar Polański
- Kierownictwo muzyczne: Marek Klimczuk

### Wersja lektorska
Wersja z angielskim dubbingiem i polskim lektorem.
- Lektor: Maciej Gudowski

## Gry video
- Widget – gra na platformę NES wydana w 1992 roku przez Atlus[52][53].
- Super Widget – gra na platformę SNES wydana w 1993 roku przez Atlus[54][55][56].